# Гарнет (Канзас)
Гарнет (енгл. Garnett) град је у америчкој савезној држави Канзас.

## Демографија
По попису из 2010. године број становника је 3.415, што је 47 (1,4%) становника више него 2000. године.
| Група             | 2000.         | 2010.         |
| Белци             | 3.243 (96,3%) | 3.266 (95,6%) |
| Афроамериканци    | 13 (0,4%)     | 12 (0,4%)     |
| Азијати           | 9 (0,3%)      | 17 (0,5%)     |
| Хиспаноамериканци | 49 (1,5%)     | 72 (2,1%)     |
| Укупно            | 3.368         | 3.415         |